# ديفيد نورمان (لاعب كريكت)
ديفيد نورمان (19 سبتمبر 1968 في المملكة المتحدة - )  (بالإنجليزية: David Norman)‏ هو لاعب كريكت بريطاني. لعب مع Cambridgeshire County Cricket Club ‏.

## وصلات خارجية
- ديفيد نورمان على موقع إي آس بي آن كريك إنفو (الإنجليزية)